# Magyarország katonai felmérései
Magyarország katonai felmérései az osztrák monarchián belüli egységként készültek. Mária Terézia idejétől I. Ferenc József uralkodásáig szinte folyamatosan zajlottak a térképezési munkák. A 18. században a katonai topográfiai térképek iránti igény egész Európában nagyszabású térképkészítő munkákban fejeződött ki.

## Összehasonlítása
Bővebben lásd:
- Magyarország első katonai felmérése = jozefiniánus térkép
- Magyarország második katonai felmérése = franciskánus térkép
- Magyarország harmadik katonai felmérése = ferencjózsefi térkép

|                                     | jozefiniánus | franciskánus                                 | ferencjózsefi  |
| ----------------------------------- | ------------ | -------------------------------------------- | -------------- |
| Idő (Magyarországon)                | 1766–1785    | 1806–1869                                    | 1872–1884      |
| Méretarány                          | 1:28 800     | 1:28 800                                     | 1:25 000       |
| Szelvényméret (bécsi hüvelyk)       | 24×16        | 24×16                                        | méterrendszerű |
| Szelvényméret (cm)                  | ~63×42       | ~63×42                                       | 76×55          |
| Szelvénylefedés (km²)               | 216          | 216                                          | 261            |
| Magyarországi szelvények száma (db) | 963          | 1068                                         | 1353           |
| Mértékegység                        | bécsi öl     | bécsi öl                                     | méter          |
| Minősítés                           | titkos       | mérési anyag titkos, levezetett térkép nyílt | nyílt          |

## Külső hivatkozások
- Mapire - A Habsburg Birodalom Történelmi Térképei Online